# ボクはむく犬
『ボクはむく犬』（ボクはむくいぬ、The Shaggy Dog）は、1959年のアメリカ合衆国のコメディ映画。
フェーリクス・ザルテン原作の小説『Der Hund von Florenz / The Hound of Florence』の映画化。
リバイバル公開時の邦題は『シャギー・ドッグ』。

## あらすじ
郵便配達夫ウィルソンと夫人のフリーダ、長男のウィルビー、次男のムーチーのダニエルズ一家の隣にある日、考古学者のアンドラッシー博士の一家がヨーロッパから引っ越してきた。
アンドラッシー博士の娘で美しいフランセスカに魅せられたウィルビーの友人バズは、ウィルビーをダシに使ってフランセスカを連れて博物館に出掛けた。そこで知り合いのプラムカット教授に会ったウィルビーは話をしているうちに、誤って中世の指輪が入っている器をひっくり返してしまった。
その夜、ウィルビーはズボンの折り返しの所に1つの指輪が入っているのを見つけた。何気なくそこに刻まれた文字「インケーニス、コーボーレー、トランズミュートー」を読んだウィルビーは、突然むく犬に変身してしまう。これをきっかけに、ダニエルズ一家とアンドラッシー一家の双方を巻き込んだ思わぬ騒動が始まる。さらにその過程で、ウィルビーはアンドラッシー博士の素性を知ってしまう。

## キャスト
※括弧内は日本語吹替
- ウィルソン・ダニエルズ：フレッド・マクマレイ（小川真司）
- フリーダ・ダニエルズ：ジーン・ヘイゲン
- ウィルビー・ダニエルズ：トミー・カーク（菊池英博）
- アリソン：アネット・ファニセロ（横山智佐）
- バズ：ティム・コンシダイン
- ムーチー・ダニエルズ：ケヴィン・コーコラン
- プラムカット教授：セシル・ケラウェイ
- アンドラッシー博士：アレクサンダー・スコービイ
- フランセスカ・アンドラッシー：ロバータ・ショア
- タワー：ストローザー・マーティン（藤原啓治）
- ケリー警官：フォレスト・ルイス（西川幾雄）
- ナレーター：ポール・フリーズ

## 続編・リメイク
- 新・ぼくはむく犬（1976年） - 続編
- 帰ってきたむく犬（1987年） - 続編
- ボクはむく犬1994（1994年） - リメイク
- シャギー・ドッグ（2006年） - リメイク